# Hans Jürgen Weßlowski
Hans Jürgen Weßlowski (auch: Hans-Jürgen Weßlowski, Hans Weßlowski, * 25. September 1954 in Gößnitz, DDR) ist ein deutscher Schriftsteller.

## Leben
Hans Jürgen Weßlowski lebt seit 1957 in Hagen/Westfalen. Er schreibt vorwiegend Gedichte, die er seit 1979 zunächst in Literaturzeitschriften und Anthologien, später dann auch in eigenen Gedichtbänden veröffentlicht. Er ist Mitglied des Verbandes Deutscher Schriftsteller und gehörte bis 2002 dem Autorenkreis Ruhr-Mark an. 1986 erhielt er den 2. Preis der Sparte Lyrik beim NRW-Autorentreffen in Düsseldorf.

## Werke
- Eine rosige Zeit, Frankfurt (Main) 1983
- Ausgesprochenes Dunkel, Aachen 1996
- Die Mühlen mahlen den Tag aus, Aachen 1998
- Aus weißen Hallen, Aachen 2003
- Was außen wie innen war, Aachen 2004
- Die Diva in schwarz, Aachen 2005